# Dasyuris caesia
Dasyuris caesia là một loài bướm đêm trong họ Geometridae.